# Roemer Visscher
Roemer Pieterszoon Visscher (1547 – 19 febbraio 1620) è stato un mercante di granaglie e scrittore olandese nel periodo definito il Secolo d'oro olandese.

## Biografia
Visscher nacque e visse ad Amsterdam e fu una figura importante e centrale nel panorama culturale della città. Fu membro della redeijkerskamer "In liefde bloeiende" ("Sbocciando nell'amore"). Altri membri di questa scena erano gli scrittori olandesi Pieter Corneliszoon Hooft, Bredero e Vondel. Vondel chiamava la casa di Visscher "het saligh Roemers huys" ("la deliziosa casa di Roemer"), perché artisti di ogni genere la visitavano nel Gelderse Kade di Amsterdam, dai pittori ai poeti. Roemer ebbe due figlie, Maria Tesselschade Visscher e Anna Visscher, anche loro artiste e letterate, unici membri femminili del Muiderkring.

## Opere
Il contenuto umanistico e moralistico delle sue opere appartiene al periodo del Rinascimento, anche se la forma era quella più conservatrice e caratteristica dei redeijkers. Visscher era specializzato nell'epigramma, ma scriveva anche emblemi. I libri di emblemi erano un genere molto in voga nel XVI e XVII secolo: ogni pagina di tali libri presentava un'illustrazione accompagnata da un aforisma e una spiegazione, di solito in rima. Un esempio di libri di emblemi è il Sinepoppen di Visscher. Uno degli emblemi di Sinepoppen è "Elck wat wils", un'espressione tipica olandese che significa "Qualcosa per tutti i gusti".
Tra le opere di Visscher troviamo:

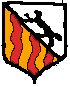
Disegno dello stemma di Roemer Visscher

- T'loff vande mutse, ende van een blaewe scheen (1612)
- Brabbeling (1614)
- Sinnepoppen (1614)